# Maclura
Maclura é um género botânico pertencente à família Moraceae.

## Espécies
- Maclura africana (Africa)
- Maclura brasiliensis (Brasil, Honduras, Nicaragua, Peru, and Venezuela)
- Maclura cochinchinensis (Syn.: Cudrania cochinchinensis, Cudrania javanensis, Vanieria cochinchinensis) (China)
- Maclura fruticosa (China)
- Maclura pomifera (Raf.) C.K.Schneid. – Osage-orange (United States)
- Maclura pubescens (China)
- Maclura tinctoria (L.) D.Don ex Steud.
- Maclura tricuspidata (Syn.: Cudrania tricuspidata, Cudrania triloba) (China)

1. ↑  «Maclura — World Flora Online». www.worldfloraonline.org. Consultado em 19 de agosto de 2020